# マーク (NCT)
マーク（韓：마크、1999年8月2日 - ）は韓国系カナダ人の歌手。男性アイドルグループNCTのメンバー。SMエンタテインメント所属。本名はマーク・リー（英：Mark Lee）。韓国名はイ・ミンヒョン（韓：이민형、英：Lee Min-hyung）。
ポジションはメインラッパー、メインダンサー。2016年4月、NCT Uでデビュー。2016年7月、NCT 127でデビュー。2016年8月、NCT DREAMでデビュー。2019年、SuperMでデビュー。
2018年5月、NCT 127日本デビュー。2023年2月、NCT DREAM日本デビュー。

## 生い立ち・SMエンタ入社
1999年8月2日、カナダのトロントで韓国人の両親の元に生まれる。父親は牧師で、母親はジャズピアノを専攻したピアノ講師だった。小学校1年生の頃にバンクーバーに引っ越した。兄の影響でギターを学び始め、学校では作文と英語に熱心に取り組んでいた。その後は父親の仕事の都合で引っ越しを繰り返し、中学1年生までアメリカのニューヨークに住んでいた。
2012年、中学2年生の時にバンクーバーで開催されたSMエンタテインメントのグローバルオーディションに参加した。オーディションではSHINee「LUCIFER」を踊り、ブルーノ・マーズ「ジャスト・ザ・ウェイ・ユー・アー」を歌った。勉強に力を入れていた子供時代だったが、教員らのストライキにより偶然にも学校が休みになったことでオーディションに参加することになった。また、これが生まれて初めて受けたオーディションだった。
昔から音楽が好きだったが、一度もまともに音楽をやろうとは思ったことはなかった。また、あまりにも若かったために、のちに母親が行かせるべきではなかったと悔やみ、20歳くらいまでは側にいてあげれば良かったと言われたという。初めてカナダを離れて韓国に行くときのことはずっと記憶に残っており、両親はカナダに残るので空港に1人で行って泣いた。家族と離れることに心配もあり、両親を安心させたいという気持ちもあったという。

## 来歴

### SMルーキーズとして
2013年12月17日、SMルーキーズとして公開された。
2014年、Mnetで放送されたEXOの番組『Exo 90:2014』に出演した。
2015年6月5日放送、ABCニュースのSMエンタテインメント特集「Korean Pop Idols Rule Asia」で練習生としてインタビューを受け、SMエンタテインメントのトレーニングプログラムについて語った。
ファッションマガジン『Ceci』8月号にSMルーキーズのメンバーとしてグラビアが掲載された。
8月15日より、 COEXアーティウムで行われたSMルーキーズの定期公演「SM ROOKIES SHOW」に出演した。
8月23日より、ディズニーチャンネル『ミッキーマウス・クラブ』に出演した。

### NCTデビュー（2016年 - 2018年）

#### 2016年
4月4日、NCT Uのメンバーとして公開された。
4月9日、作詞にも参加したデビューユニットNCT Uの「The 7th Sense」が公開された。
4月15日、KBS『ミュージックバンク』にて正式デビュー。
7月4日、ソウルを中心に活動するユニットNCT 127のデビューメンバーとして公開された。
7月7日、Mnet『M COUNTDOWN』でデビュー曲「Fire Truck」を披露しNCT 127として正式デビュー。
8月21日正午に、青少年ユニットNCT DREAMのメンバーとして公開された。
8月25日、Mnet『M COUNTDOWN』でデビュー曲「Chewing Gum」を披露しNCT DREAMとして正式デビュー。
10月26日公開、KBS 2TVドラマ『ウチに住むオトコ』の劇中歌でSUPER JUNIOR-Mのヘンリーが作詞・作曲して歌った「君の心に入りたい」にラッパーとして参加。

#### 2017年
2月7日より、タイの海苔菓子「Masita」の広告モデルに就任したことを受けて、プロモーション活動のためにタイを訪問した。
2月17日より、Mnetのラップサバイバル番組『高等ラッパー』に出演し、ソウル江西(カンソ) 地域代表に選抜され決勝戦まで進出した。
7月7日公開、「STATION」シーズン2の楽曲「Young＆Free」にシウミンと参加した。
SMエンタテインメントとMYSTICエンターテインメントのコラボプロジェクトでNAVER TVとMnetで放送された音楽バラエティ番組『雪だるまプロジェクト』に参加した。

#### 2018年
2月8日、ソウル公演芸術高校を卒業した。

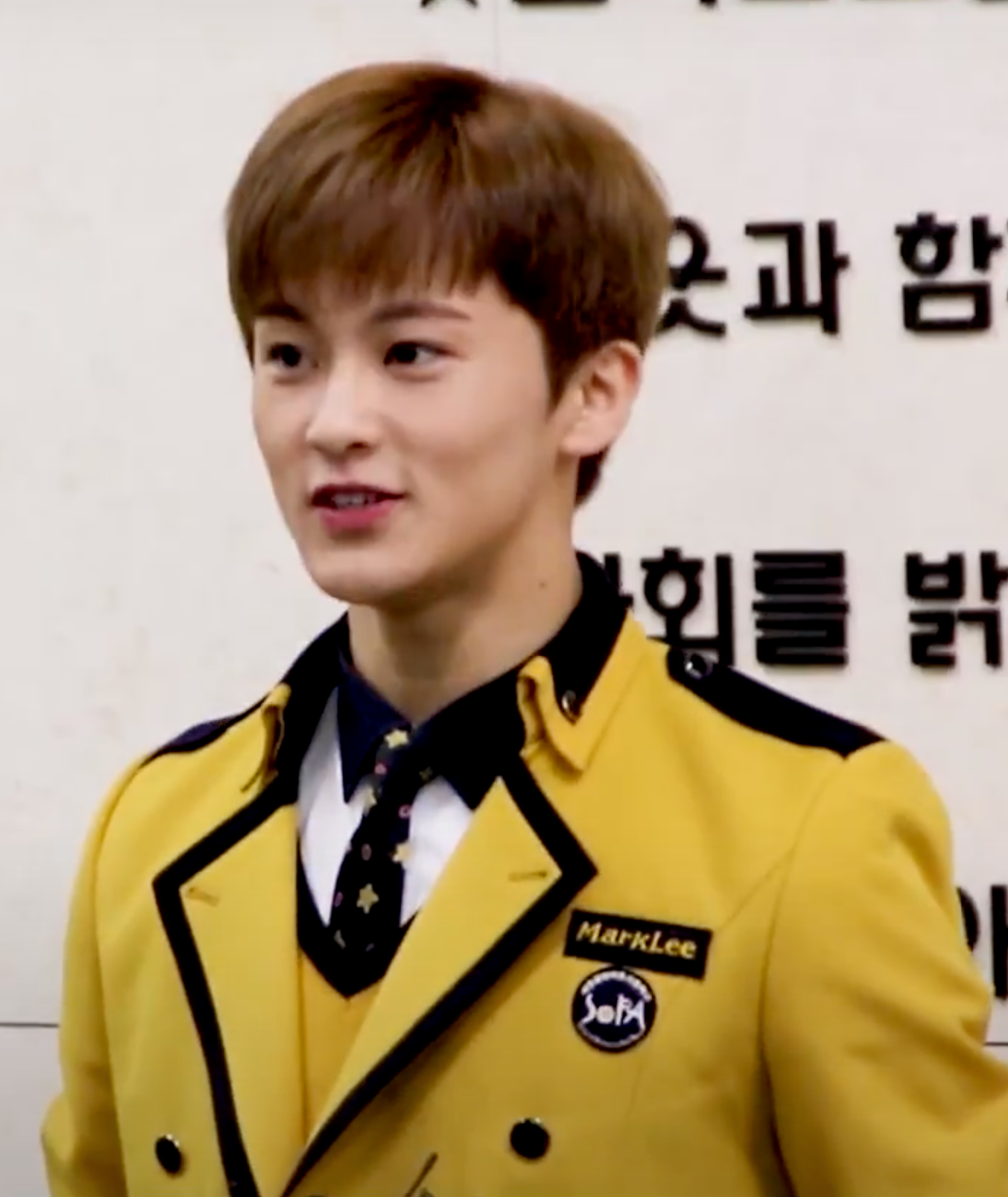
2018年2月、ソウル公演芸術高等学校卒業式にて

2月より、MBC『ショー!K-POPの中心』のレギュラーMCを勤めた。
2月19日、NCT Uとして参加した楽曲「BOSS」のミュージックビデオが公開された。
4月2日、NCT Uとして参加した「YESTODAY」のミュージックビデオが公開された。
5月23日、所属ユニットNCT 127がミニアルバム『Chain』を発売し日本デビュー。
10月18日発売、ドラマ『私だけに見える探偵』の劇中歌「私という夢」にジョイと参加した。
12月末、NCT DREAMから卒業した。

### SuperMデビュー・NCT DREAM復帰（2019年 - 2024年）

#### 2019年
1月12日、『ショー!K-POPの中心』のMCを卒業した。
8月8日、SMエンタテインメントのアーティストからなるグループSuperMのメンバーとしてデビューすることが発表された。
10月1日発売、KBS 2TVドラマ『朝鮮ロコ－ノクドゥ伝』の劇中歌「Baby Only You」にドヨンと参加した。
10月4日、所属グループSuperMがファーストミニアルバム『SuperM』を発売。

#### 2020年
4月14日、2018年末に卒業したNCT DREAMに復帰することが明らかになった。
4月15日、ジャニーと共同制作のショートフィルム「Freaky Handshake (2020)」を公開。
4月26日、SuperMのオンラインコンサート「SuperM-Beyond the Future」でソロ曲「Talk About」を披露した。
5月1日、ジャニーと共作のオリジナル曲「QTAH（Quality Time At Home）」を公開。
7月5日、YouTubeの「NCT MUSIC」チャンネルにてジャニーとDJ配信ライブ「SUNNY SIDE UP」を開催。
11月23日、NCT Uとして参加した「90's Love」のミュージックビデオが公開された。

#### 2021年
1月26日、インスタグラムの個人アカウントを開設した。
12月10日、NCT Uとして参加した「Universe (Let's Play Ball)」のミュージックビデオが公開された。

#### 2022年
2月4日、SM STATIONの新しいプロジェクト「NCT LAB」よりソロ曲「Child」を発表した。
3月20日、NCT Uとして参加した文化体育観光部と韓国コンテンツ振興院のプロジェクト「光化時代」のテーマ曲「coNEXTion(Age of Light)」が公開された。
9月26日、EXOシウミンの楽曲「How We Do」にフィーチャリングで参加した。
10月、米・ファッションブランド「ポロ・ラルフ・ローレン」の韓国アンバサダーに選任された。
12月26日発売、SMTOWNのウィンターアルバム『2022 Winter SMTOWN : SMCU PALACE』の収録曲「The Cure」に参加した。

#### 2023年

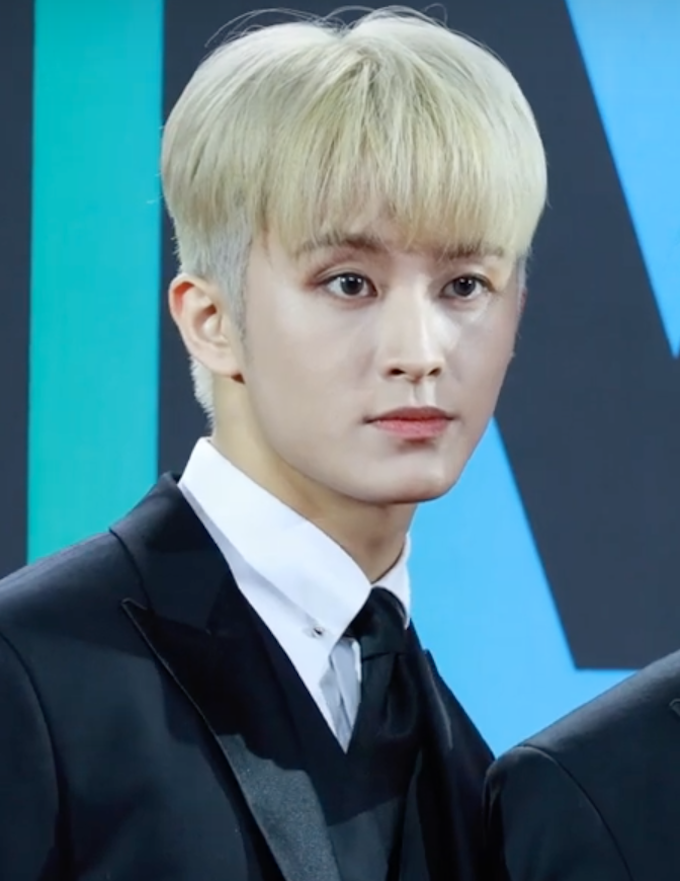
2023年12月、MMAにて

1月25日、SUPER JUNIORイェソンの楽曲「HO」にフィーチャリングで参加した。
2月8日、所属ユニットNCT DREAMが日本デビューシングル『Best Friend Ever』を発売した。
4月7日、SM STATION「NCT LAB」よりソロ曲「Golden Hour」を発表した。
8月20日、YouTubeチャンネルSTUDIO CHOOMよりチソンと踊ったパフォーマンスビデオ「Some Minds & Voices」が公開された。
8月28日、NCT Uとして参加した「Baggy Jeans」のミュージックビデオが公開された。

#### 2024年
4月22日発売、ドヨンの1stフルアルバム『YOUTH』収録曲「Time Machine (Feat. Taeyeon, Mark)」にフィーチャリングで参加した。
5月16日、各音楽配信サイトを通じてシングル「200」をリリース。
7月26日発売、Big Naughtyの楽曲「여름이잖아」にフィーチャリングで参加した。
12月16日、イ・ヨンジとのコラボレーション・シングル「Fraktsiya（Feat. イ・ヨンジ）」をリリース。

### ソロデビュー（2025年 - ）

#### 2025年
2月1日、化粧品ブランド「espoir（エスポア）」のアンバサダーに就任した。
2月14日、SMエンタテインメント創立30周年記念アルバム『2025 SMTOWN : THE CULTURE, THE FUTURE』タイトル曲「Thank You」に参加した。
3月14日、フランスの高級宝飾品ブランド「ブシュロン（BOUCHERON）」のメゾンフレンドに選任された。
4月7日、1stソロアルバム『The Firstfruit』をリリースし、ソロデビュー。
4月4日、カナダの国民的コーヒーブランド「ティムホートンズ」の韓国初のブランドアンバサダーに選任された。

## 人物

### 性格・ニックネーム
身長175cm、体重61キロ、足のサイズは27センチ。血液型はA型。3歳年上の兄がいる。常に成長することを優先に考える性格。カモメのような形をした眉毛とクリクリとした顔立ちから「赤ちゃんライオン」、または「カモメ」というニックネームがある。本人が気に入っているニックネームは「애옹（エオン：猫の鳴き声）」、「외계인（ウェゲイン：外界人、宇宙人）」、「メガマインド」、「スパイダーマーク」。本貫は全州李氏。座右の銘は「感謝の気持ちを忘れずに生きていこう」。MBTI性格診断はINFJ型。

### 趣味・嗜好
趣味はギターを弾くこと、映画館に行くこと、Netflix、音楽を聴くこと、バスケットボール。特技は早寝。好きな果物はスイカ、シャインマスカット。好きな色は青。好きな食べ物はチキン。嫌いな食べ物はケチャップ、ヨーグルト。好きなアーティストはジャスティン・ビーバー、ブルーノ・マーズ、エミネム、マック・ミラー、ONE OK ROCK。SMエンタテインメントのオーディションではブルーノ・マーズの楽曲を歌った。かつて作家になることを夢見ていたことがある。中学2年生の時に韓国人の小学生の子供の家庭教師をしていたことがある。

#### 目玉焼き
苦手なものは高所、目玉焼きを作ること。ファンがTwitterで料理家のゴードン・ラムゼイに、マークの作った目玉焼きを見せたところ酷評された。2023年には、このエピソードを元にしたソロ曲「Golden Hour」を発表している。Mnet『NCT World 2.0』では23人分の目玉焼きを作るミッションに挑戦した。

### 交友関係
SMエンタテインメントの社員による評価調査で1位になったことがある。練習熱心な性格であることから、練習生の時には一番努力するメンバーに与えられる「今年の練習王賞」を毎年もらっていた。
ソウル公演芸術高等学校の実用舞踊科を卒業しており、同科を卒業した同級生には、ミナ（gugudan）、アリン（OH MY GIRL）らがいる。
韓国で活動する芸能人の中ではケビン（THE BOYZ）と交友があり、ビヨンセの大ファンであるケビンに頼まれて、ビヨンセが掲載された海外雑誌を買って来てあげたこともある。

### 慈善活動
個人の高額寄付者の集い「希望ブリッジ・オーナーズクラブ」の会員である。
NGO団体「ワールドシェア」によるとマークのファンによってカンボジアに井戸が寄贈され、井戸に「WE LOVE MARK」という名前がつけられた。
2023年2月、トルコ・シリア地震の被災者を助けるために、希望ブリッジ全国災害救護協会を通じて1億5,000万ウォンを寄付した。
2025年3月27日、慶尚北道・慶尚南道・蔚山広域市地域の山火事の復旧支援のために、希望ブリッジ全国災害救護協会を通じて1億ウォンを寄付した。
2025年8月8日、保護施設で暮らす子どもたちの記念日を支援する「君のそばに僕たち」プロジェクトに希望ブリッジ全国災害救護協会を通じて1億ウォン（約1070万円）を寄付した。

## 参加楽曲

### NCT U
| 公開日 | 公開日   | タイトル                   | 収録アルバム                                        | ミュージックビデオ         | 備考             |
| ------ | -------- | -------------------------- | --------------------------------------------------- | -------------------------- | ---------------- |
| 2016年 | 4月9日   | The 7th Sense              | NCT 2018 Empathy                                    | The 7th Sense              | デビュー曲       |
| 2018年 | 2月19日  | BOSS                       | NCT 2018 Empathy                                    | BOSS                       |                  |
| 2018年 | 4月2日   | YESTODAY                   | NCT 2018 Empathy                                    | YESTODAY                   |                  |
| 2019年 | 10月1日  | Baby Only You              | 朝鮮ロコ－ノクドゥ伝 OST オリジナルサウンドトラック | -                          |                  |
| 2020年 | 10月12日 | Misfit                     | NCT 2020:RESONANCE Pt. 1                            | -                          |                  |
| 2020年 | 10月12日 | Volcano                    | NCT 2020:RESONANCE Pt. 1                            | -                          |                  |
| 2020年 | 11月23日 | 90's Love                  | NCT 2020:RESONANCE Pt. 2                            | 90's Love                  |                  |
| 2020年 | 11月23日 | All About You              | NCT 2020:RESONANCE Pt. 2                            | -                          |                  |
| 2021年 | 12月14日 | New Axis                   | Universe                                            | -                          |                  |
| 2021年 | 12月14日 | Universe (Let's Play Ball) | Universe                                            | Universe (Let's Play Ball) |                  |
| 2021年 | 12月14日 | OK!                        | Universe                                            | -                          |                  |
| 2021年 | 12月14日 | Know Now                   | Universe                                            | -                          |                  |
| 2022年 | 3月20日  | coNEXTion(Age of Light)    | -                                                   | -                          | 光化時代テーマ曲 |
| 2023年 | 8月28日  | Baggy Jeans                | Golden Age                                          | Baggy Jeans                |                  |
| 2023年 | 8月28日  | PADO                       | Golden Age                                          | -                          |                  |
| 2023年 | 8月28日  | That's Not Fair            | Golden Age                                          | -                          |                  |

### ソロ楽曲

#### フルアルバム
|                               | 発売日                        | タイトル                      | 商品番号                      | 形態                          | 順位                          | 売上枚数                      | 表題曲                        |
| SMエンタテインメント レーベル | SMエンタテインメント レーベル | SMエンタテインメント レーベル | SMエンタテインメント レーベル | SMエンタテインメント レーベル | SMエンタテインメント レーベル | SMエンタテインメント レーベル | SMエンタテインメント レーベル |
| ----------------------------- | ----------------------------- | ----------------------------- | ----------------------------- | ----------------------------- | ----------------------------- | ----------------------------- | ----------------------------- |
| 1st                           | 2025年4月7日                  | The Firstfruit                | TBA                           | TBA                           | TBA                           | TBA                           | TBA                           |

#### 配信シングル
- 「Child」（2022年） - ミュージックビデオ - YouTube
- 「Golden Hour」（2023年） - ミュージックビデオ - YouTube
- 「200」（2024年）

### 劇中歌
- 「君の心に入りたい」（KBS 2TVドラマ「ウチに住むオトコ」、2016年）
- 「私という夢」（「私だけに見える探偵」、2018年）
- 「Baby Only You」（KBS 2TVドラマ「朝鮮ロコ－ノクドゥ伝」、2019年）

### コラボレーション
- 「Young＆Free」（2017年、シウミン） - ミュージックビデオ - YouTube
- 「Lemonade Love」（2017年、パク・ジェジョン）  - ミュージックビデオ - YouTube
- 「The Cure」（2022年、Kangta、BoA、ユンホ、イトゥク、テヨン（少女時代）、オンユ、スホ、アイリーン、テヨン、マーク、クン、カリナ）
- 「Fraktsiya（Feat. イ・ヨンジ）」（2024年、イ・ヨンジ）
- 「Thank You」- カンタ、BoA、ユンホ、チャンミン、イトゥク、リョウク、テヨン、ヒョヨン、キー、ミンホ、スホ、チャンヨル、スルギ、ジョイ、ドヨン、テン、マーク、ジェノ、ヘチャン、ヤンヤン、カリナ、ウィンター、ウォンビン、ソヒ、シオン、ユウシ（2025年）

### フィーチャリング
- 「How We Do」（2022年、シウミン） - ファーストアルバム『Brand New』より[46]
- 「HO」（2023年、イェソン） - ファーストフルアルバム『Sensory Flows』より[48]
- 「Time Machine (Feat. Taeyeon, Mark)」（2024年、ドヨン） - ファーストフルアルバム『YOUTH』より[53]
- 「여름이잖아」（2024年、Big Naughty）

### 作詞・ラップメイキング
| 発売年 | タイトル                 | 収録アルバム               |
| ------ | ------------------------ | -------------------------- |
| 2016年 | The 7th Sense            |                            |
| 2016年 | Fire Truck               | NCT #127                   |
| 2016年 | Mad City                 | NCT #127                   |
| 2016年 | Chewing Gum              |                            |
| 2017年 | Baby Don't Like It       | NCT ＃127 LIMITLESS        |
| 2017年 | Good Thing               | NCT ＃127 LIMITLESS        |
| 2017年 | Angel                    | NCT ＃127 LIMITLESS        |
| 2017年 | My First and Last        |                            |
| 2017年 | Cherry Bomb              | NCT＃127 CHERRY BOMB       |
| 2017年 | Running 2 U              | NCT＃127 CHERRY BOMB       |
| 2017年 | 0 Mile                   | NCT＃127 CHERRY BOMB       |
| 2017年 | Sun＆Moon                | NCT＃127 CHERRY BOMB       |
| 2017年 | Whiplash                 | NCT＃127 CHERRY BOMB       |
| 2017年 | Summer 127               | NCT＃127 CHERRY BOMB       |
| 2017年 | La La Love               | NCT DREAM 「We Young」     |
| 2017年 | Walk you home            | NCT DREAM 「We Young」     |
| 2017年 | My Page                  | NCT DREAM 「We Young」     |
| 2017年 | Trigger the fever        | NCT DREAM 「We Young」     |
| 2017年 | JOY                      |                            |
| 2018年 | Black on Black           | NCT 2018 Empathy           |
| 2018年 | BOSS                     | NCT 2018 Empathy           |
| 2018年 | YESTODAY                 | NCT 2018 Empathy           |
| 2018年 | Come Back                | NCT 2018 Empathy           |
| 2018年 | GO                       | NCT 2018 Empathy           |
| 2018年 | Drippin                  | NCT DREAM「We Go Up」      |
| 2018年 | Dear DREAM               | NCT DREAM「We Go Up」      |
| 2018年 | We Go Up                 | NCT DREAM「We Go Up」      |
| 2018年 | Beautiful Time           | NCT DREAM「We Go Up」      |
| 2018年 | City 127                 | NCT #127 Regulate          |
| 2018年 | Regular                  | NCT #127 Regulate          |
| 2018年 | My Van                   | NCT #127 Regulate          |
| 2018年 | Welcome To My Playground | NCT #127 Regulate          |
| 2018年 | Candle Light             |                            |
| 2019年 | LIPS                     |                            |
| 2019年 | Jet Lag                  | NCT＃127 WE ARE SUPERHUMAN |
| 2020年 | Pandora’s Box            | NCT #127 NEO ZONE          |
| 2020年 | Love Song                | NCT #127 NEO ZONE          |
| 2020年 | Mad Dog                  | NCT #127 NEO ZONE          |

### 作曲
- 「Baby Don't Like It」[87]

### パフォーマンス
- アンダーソンパーク「TINTS」(2018年11月20日)[97]
- 「Billionaire」(2018年11月26日、「NCT DREAM SHOW」でヘチャンと)[98]
- 「Simon Says : MOVE」（2018年12月6日）[99]
- 「첫 눈（First Snow）」「Mistletoe」 - アコースティックカバー（2019年12月25日、へチャンと）[100]
- 「Some Minds & Voices」（2023年8月20日、チソンと）[51]

## 出演

### テレビ出演
| 年   | 放送局               | 番組名                 | 参考    |
| ---- | -------------------- | ---------------------- | ------- |
| 2014 | Mnet                 | Exo 90:2014            |         |
| 2015 | ディズニーチャンネル | ミッキーマウス・クラブ |         |
| 2017 | Mnet                 | 高等ラッパー           |         |
| 2017 | NAVER TV、Mnet       | 雪だるまプロジェクト   |         |
| 2018 | tvN                  | 人生酒場               | [ 101 ] |
| 2018 | KBS 2TV              | こんにちは             | [ 102 ] |
| 2018 | MBC                  | 布団の外は危険         | [ 103 ] |
| 2019 | Cannel A             | 英国男子のJMT研究所    | [ 104 ] |
| 2019 | JTBC                 | 一食ください           | [ 105 ] |
| 2019 | SKY TV               | Weplay                 | [ 106 ] |
| 2023 | JTBC                 | JTBCニュースホール     | [ 107 ] |
| 2025 | テレビ東京           | 超⚡️超音波             |         |
| 2025 | MUSIC ON! TV         | ONENESS                |         |
| 2025 | 日本テレビ           | バズリズム02           |         |

### MC
| 年     | 放送日                  | 放送局 | 番組名             | 参考         |
| ------ | ----------------------- | ------ | ------------------ | ------------ |
| 2017年 | 3月3日                  | KBS    | ミュージックバンク |              |
| 2017年 | 6月18日                 | SBS    | 人気歌謡           |              |
| 2018年 | 2月24日 - 2019年1月12日 | MBC    | ショー！音楽中心   | レギュラーMC |
| 2021年 | 5月29日                 | MBC    | ショー！音楽中心   |              |
| 2023年 | 9月2日                  | MBC    | ショー！音楽中心   |              |

### スペシャルステージ
- シウミン「Young＆Free」 - 「SMTOWN LIVE WORLD TOUR」（2017年7月）[108][109]
- ヘンリー「I'm good」- 「SMTOWN LIVE WORLD TOUR」（2017年7月）[110]
- パク・ジェジョン「Lemonade Love」- 「SMTOWN LIVE WORLD TOUR」（2017年7月）[26]
- Dynamic Duo、ジュホン、ジャクソン、バーノン（SEVENTEEN）らとコラボステージ　- 「2017 MAMA in Hong Kong」（2017年12月1日）[111]
- ベクヒョン「UN Village」 - 「SMTOWN LIVE 2019 IN TOKYO」（2019年8月）[112]
- テヨン、ヒョヨン、チャンヨル、アンバー、ウニョク「Question – ?」 - 「SMTOWN LIVE 2019 IN TOKYO」（2019年8月）[112]
- SS501「Snow Prince」 - MBC歌謡大祭典（2021年12月31日）[113]

### ネット配信
- ソウル観光ホームページ・YouTubeチャンネル「HOT＆YOUNG ソウル旅行」（2018年7月23日より）[114]

### 雑誌掲載
- 『Ceci』（2015年8月号、2016年10月号）
- 『Arena Homme +』7月号（2018年）
- 『1st Look』（2019年） - 表紙
- 『@star1』6月号（2020年） - 表紙
- 『Harper's BAZAAR』（2022年） - 表紙[115]
- 『W Korea』5月号（2023年） - 表紙
- 『Esquire Korea』10月号（2023年） - 表紙

### イベント
| 年   | イベント名                                                        | 開催日      | 開催場所                                                     | 参加             | 備考 | 参考    |
| ---- | ----------------------------------------------------------------- | ----------- | ------------------------------------------------------------ | ---------------- | --- | ------- |
| 2018 | 日韓友情フェスタK-POP FESTIVAL 2018 in TOKYO                      | 4月15日     | 豊洲ピット                                                   | ジェノ           | スペシャルMC                                                                                               | [ 116 ] |
| 2018 | SMエンタテインメントとベトナムIPPグループの国際交流協定締結式     | 5月10日     | SMコミュニケーションセンター                                 | テヨン、ジャニー | - | [ 117 ] |
| 2019 | MBC『アイドル陸上大会』宣誓                                       | 9月12日放送 | ソウル                                                       | イェジ（ITZY）   | - | [ 118 ] |
| 2023 | ラルフ・ローレン・ミュージックラウンジ カリフォルニア in ハンナム | 5月11日     | ソウル・漢南洞・「ビニル・アンド・プラスチック」             | -                | - | [ 119 ] |
| 2024 | アートオブエスケープ                                              | 5月9日      | 現代ヨットソウル支店                                         | -                | 「ポロ・ラルフ・ローレン」のプライベートイベント                                                           | [ 120 ] |
| 2024 | ウィンブルドン選手権                                              | 7月13日     | イギリス・ロンドン                                           | -                | 「ポロ・ラルフ・ローレン」のコリアアンバサダーとして出席                                                   | [ 121 ] |
| 2024 | Ralph's New York                                                  | 10月25日    | ソウル・江南区・「ポロ・ラルフ・ローレン」ポップアップストア | -                | 「ポロ・ラルフ・ローレン」2024秋シーズンを記念してブランド誕生の地であるニューヨークに焦点を当てたイベント | [ 122 ] |
| 2025 | INGALIVE “UNI-CON” in TOKYO DOME powered by SBS INKIGAYO          | 4月13日     | 東京ドーム                                                   | -                | - | [ 123 ] |
| 2025 | 2025 SBS歌謡大典 Summer                                           | 7月29日     | イルサン・キンテックス                                       | -                | - | [ 124 ] |

## 広告

### イメージキャラクター
- 「Masita」（海苔菓子、タイ）

### ブランドアンバサダー
- 「ポロ・ラルフ・ローレン」（2022年、韓国アンバサダー）
- 「espoir（エスポア）」（2025年）[56]
- 「ブシュロン」 - メゾンフレンド（2025年）
- 「ティムホートンズ」（2025年、韓国アンバサダー）

## 受賞歴
- 第3回亜洲流行音楽大賞（2022年） - 今年の楽曲海外部門TOP 20（ソロ曲「Child」）